# Couroupita subsessilis
Couroupita subsessilis là một loài thực vật có hoa trong họ Lecythidaceae. Loài này được Pilg. mô tả khoa học đầu tiên năm 1905.